# Irene di Spilimbergo
Irene di Spilimbergo (Spilimbergo près de Udine, 1540 - Venise, 15 décembre 1559) est une peintre italienne de la Renaissance, qui a été active au XVIe siècle.

## Biographie
Née à Spilimbergo, une petite ville à une trentaine de kilomètres au nord-ouest d'Udine, Irene di Spilimbergo a démontré très jeune de réelles capacités artistiques.
Irène a étudié auprès de l'éminent peintre vénitien Le Titien pendant deux ans.
Elle a peint des portraits, ainsi que des sujets religieux et historiques, mais peu de ses travaux ont pu être identifiés.
Elle est parfois comparée à une autre femme peintre Sofonisba Anguissola (née à Crémone et d'une plus grande longévité (1532-1625). À l'époque des femmes peintres étaient considérées comme de véritables phénomènes.
Sa vraie nature et ses compétences sont difficiles à cerner à travers la légende et la transcription poétique.
Elle a été le prototype (toujours) innocent du charme féminin, cher aux thèmes poétiques, comme par exemple Beatrix de Dante et Laura de Pétrarque, sauf qu'Irène fut munie d'un pinceau pour la création artistique de la Renaissance.
Vasari déjà en 1568 la décrivait comme une « très belle vierge, littéraire, musicienne et talentueuse en dessin ».[Où ?]
Irene di Spilimbergo est décédée à l'âge de 19 ans, elle n'est guère mémorable pour sa production artistique, mais plutôt pour un volume d'effusions poétiques élogieuses, publiées en 1561 deux ans après sa mort par Dionigi Atanagi, contenant 279 poèmes en italien et 102 en latin, certains anonymes et d'autres attribués à la plume d'intellectuels contemporains parmi lesquels Ludovico Dolce, Torquato Tasso, Le Titien, Girolamo Muzio, Luigi Tansillo et Benedetto Varchi.

## Œuvres
- Fuite en Égypte, collection privée.
- Portrait de sa sœur Emilia di Spilimbergo avec un paysage en arrière-plan,

## Sources
- (en) Cet article est partiellement ou en totalité issu de l’article de Wikipédia en anglais intitulé « Irene di Spilimbergo » (voir la liste des auteurs).